# Узкозлатки

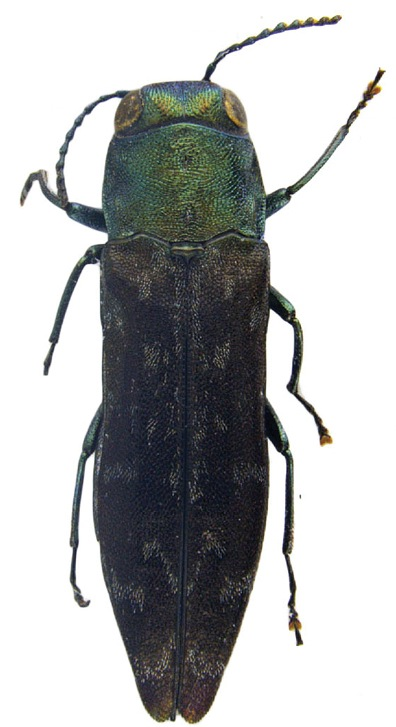
Agrilus alesi

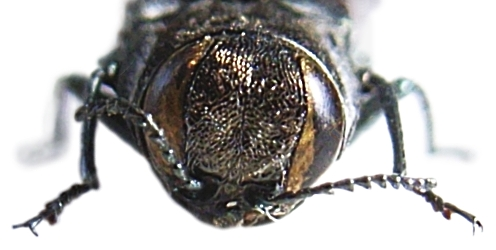
Agrilus ater

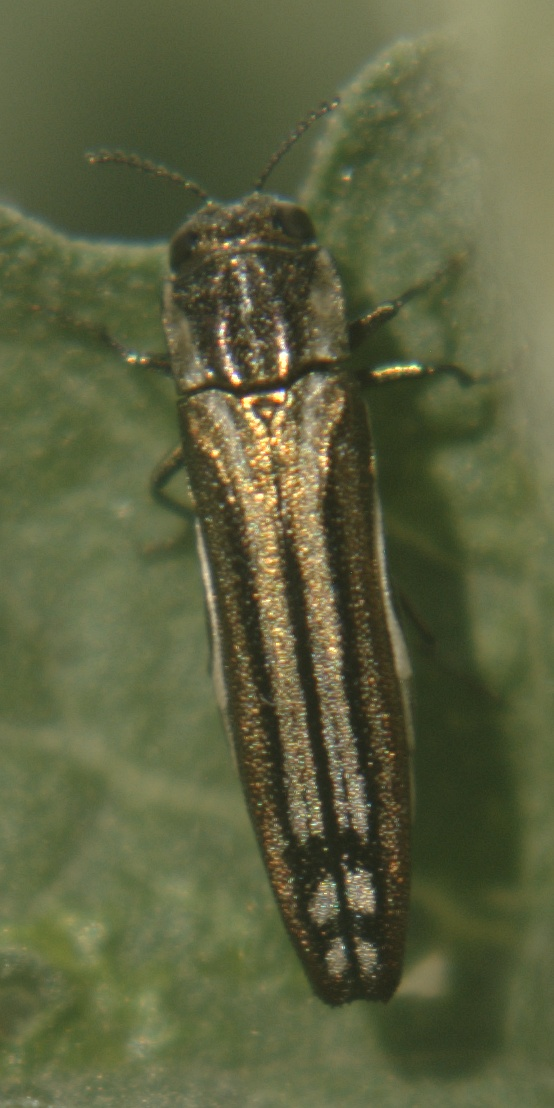
Agrilus aureus

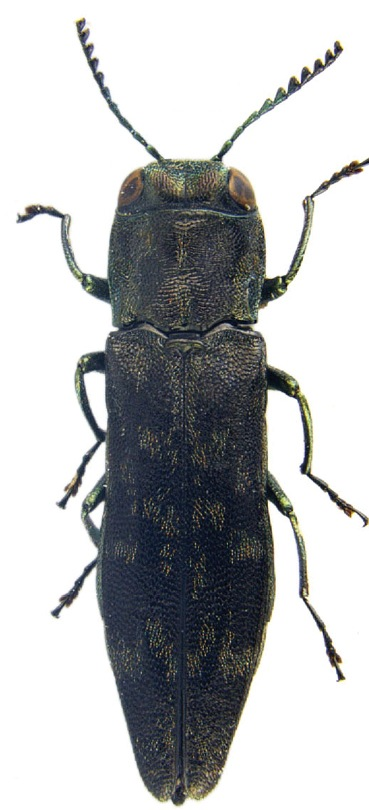
Agrilus auriventris

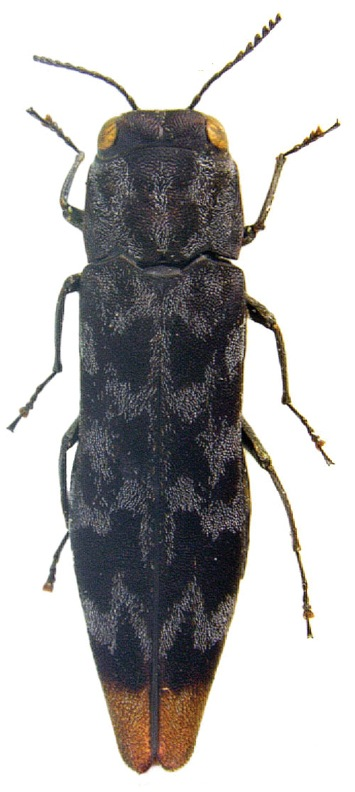
Agrilus auroapicalis

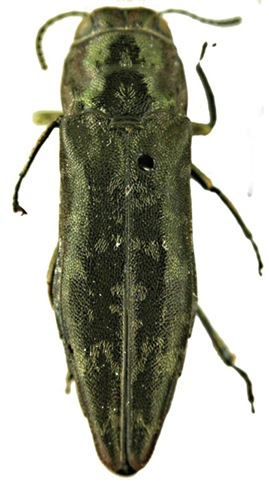
Agrilus celebicola

Узкозлатки, или узкотелые златки, или узкобрюхи (лат. Agrilus) — крупнейший по числу видов, космополитный род жуков-златок. По данным на 2023 год были известны 3341 вид, хотя реальное число видов в субтропической и тропической зонах как минимум в два раза выше, чем известно в настоящее время.

## Распространение
Космополитный род. Он наиболее многочислен в Северной и Южной Америке (1 292 вида) и Азии (1 187 видов). На региональном уровне фауна Северной и Южной Америки представлена наиболее полно: 100 % видов Agrilus уникальны для этого региона, далее следуют Африка (95,8 %) и Азия (93,4 %). В Европе отмечен самый низкий процент уникальных видов Agrilus на всех уровнях (региональном, субрегиональном и страновом). Среди субрегионов род Agrilus наиболее разнообразен в Юго-Восточной Азии (784 вида), Южной Америке (769), Центральной Америке (427) и Восточной Азии (342); с другой стороны, в Микронезии обитает один вид, в Полинезии — шесть видов, а в Карибском бассейне — 18 видов. В Новой Зеландии Agrilus отсутствует. Бразилия (477 видов), Мексика (317) и Лаос (265) — три страны с наибольшим числом видов Agrilus. Из 3341 вида Agrilus 2924 (87,5 %) являются уникальными для одного биогеографического царства или переходной зоны, а 417 видов (12,5 %) являются общими для двух или более биогеографических царств или переходных зон. Три широко распространенных вида Agrilus, встречающиеся в четырех биогеографических царствах или переходных зонах (A. acutus, A. auriventris и A. occipitalis), являются вредителями культурных растений Citrus, Abelmoschus, Corchorus, Hibiscus, Malachra, Urena, вероятно, родом из Юго-Восточной Азии и были расселены человеком. Число видов Agrilus по биогеографическим царствам варьирует от 12 (океанические) до 1115 (неотропические). Наибольшее количество видов рода Agrilus представлено в следующих царствах: Неотропическое (1115 видов, 33,4 %), Индомалайское (810, 24,2 %) и Афротропическое (694, 20,8 %). Процент уникальных видов Agrilus по биогеографическим областям или переходным зонам варьирует от 15,2 % (Неарктико-Неотропическая переходная зона) до 95,7 % (Афротропическая область). Ареал 2 803 видов Agrilus (83,9 %) лежит в пределах одного биогеографического царства: Неотропическое (974 вида), Афротропическое (665), Индомалайское (662), Палеарктическое (234) Австрало-Азиатское (174), Неарктическое (86) и Океаническое (8). В наибольшем числе стран найден виды A. viridis, A. cuprescens, A. pratensis, A. angustulus, A. biguttatus, A. subauratus, A. cyanescens, A. suvorovi, A. hyperici и A. graminis; все они являются уроженцами Палеарктического царства. Наибольшее число видов Agrilus на тысячу квадратных километров приходится на Французскую Гвиану (1,81), Лаос (1,12), Вьетнам (0,54) и Малайзию (0,53). На субстрановом уровне наибольшее количество видов Agrilus на тысячу квадратных километров приходится на лаосские провинции Хуафан (7,09) и Болихамсай (5,52), а также на тайскую провинцию Мае Хонг Сон (6,55). Индокитай, Французская Гвиана и Мексика являются глобальными «горячими точками» разнообразия Agrilus. Предварительные расчеты позволяют предположить, что истинное число видов Agrilus в субтропической и тропической зонах как минимум в два раза выше, чем известно в настоящее время.

## Описание
Зеленовато-бронзового цвета узкотелые златки, как правило, мелкие длиной до 1 см (чаще 4-7 мм). Переднегрудь с воротничком. Боковой край переднеспинки цельный, гладкий. Глаза крупные, почти соприкасаются с переднеспинкой. Личинки развиваются под корой стволов, в древесине лиственных пород деревьев и кустарников, в корнях или стеблях травянистых растений. Многие виды серьёзно вредят.

## Систематика
В мировой фауне более 3000 видов и более 30 подродов. Для СССР указывалось около 90 видов. В Восточной Азии около 300 видов. В Европе около 70 видов, в том числе:
- Agrilus adelphinus Kerremans, 1895
- Agrilus adspersus (Kerremans, 1890)
- Agrilus aerosus Ganglbauer, 1890
- Agrilus agnatus Kerremans, 1892
- Agrilus alashanensis Obenberger, 1936
- Agrilus alesi Obenberger, 1935
- Agrilus alutaceicollis Obenberger, 1930
- Agrilus andrusi Baudon, 1968
- Agrilus arsenevi Jendek in Jendek & Grebennikov, 2009[9]
- Agrilus asahinai Kurosawa, 1956
- Agrilus ashlocki Baudon, 1968
- Agrilus asiaticus Kerremans, 1898
- Agrilus aureofasciatus Jendek, 2011[6]
- Agrilus aurigaster Jendek, 2011[6]
- Agrilus aurinotus Jendek, 2011[6]
- Agrilus auristernum Obenberger, 1924
- Agrilus aurithorax Jendek, 2011[6]
- Agrilus auriventris Saunders, 1873
- Agrilus auropictus Kerremans, 1912
- Agrilus bai Jendek, 2011[6]
- Agrilus baiocchii Jendek et Nakládal, 2019 (Индия, Непал, Пакистан, Таиланд)[10]
- Agrilus baiyangling Jendek et Nakládal, 2019 (Китай: Shaanxi)[10]
- Agrilus baroni Gory & Laporte, 1839
- Agrilus barrati Descarpentries & Villiers, 1963
- Agrilus betuleti (Ratzeburg, 1837)
- Agrilus bicuspidatus Jendek, 2011
- Agrilus bidentulus Ganglbauer, 1889
- Agrilus bituberculatus Jendek, 2011
- Agrilus blatteicollis Bourgoin, 1922
- Agrilus bocaki Jendek, 2011
- Agrilus bonadonai Descarpentries & Villiers, 1963
- Agrilus bonnottei Bourgoin, 1925
- Agrilus brevinotus Jendek, 2011
- Agrilus businskorum Jendek, 2011
- Agrilus caligans Bourgoin, 1925
- Agrilus caudicula Jendek, 2011
- Agrilus chaetocoxalis  Jendek, 2011
- Agrilus charismaticus  Jendek, 2000
- Agrilus chekiangensis  Gebhardt, 1929
- Agrilus chlorophyllus  Abeille de Perrin, 1904
- Agrilus chujoi  Kurosawa, 1985
- Agrilus ciping  Jendek, 2011
- Agrilus compacticornis  Jendek, 2011
- Agrilus conspersus  Jendek, 2011
- Agrilus convictor  Descarpentries & Villiers, 1963
- Agrilus convexicollis Redtenbacher, 1849
- Agrilus coomani  Bourgoin, 1925
- Agrilus cordicollis  Jendek, 2011
- Agrilus coreanus  Obenberger, 1935
- Agrilus cupes  Lewis, 1893
- Agrilus cuprescens (Ménétriés, 1832)
- Agrilus cyaneoniger  Saunders, 1873
- Agrilus cyaneovirens  Bourgoin, 1922
- Agrilus cyanipennis  Gory & Laporte, 1839
- Agrilus daimio  Obenberger, 1936
- Agrilus dali  Jendek, 2009
- Agrilus daur  Jendek, 2011
- Agrilus decoloratus  Kerremans, 1892
- Agrilus delphinensis  Abeille de Perrin, 1897
- Agrilus densetomentosus  Obenberger, 1940
- Agrilus dianthus  Kerremans,  1892
- Agrilus diao  Jendek, 2011
- Agrilus diaolin  Jendek, 2001
- Agrilus discalis  Saunders, 1873
- Agrilus diversornatus  Jendek, 2011
- Agrilus dureli  Jendek, 2011
- Agrilus ecarinatus  Marseul, 1866
- Agrilus emmerichi  Obenberger, 1935
- Agrilus erythrostictus  Bourgoin, 1922
- Agrilus esakii  Kurosawa, 1964
- Agrilus eunuchus  Jendek, 2011
- Agrilus euonymi  Tôyama, 1985
- Agrilus fareastensis  Jendek, 1995
- Agrilus fevreae  Descarpentries & Villiers, 1963
- Agrilus fissus  Obenberger, 1917
- Agrilus fleischeri  Obenberger, 1925
- Agrilus foliatus  Jendek, 2007
- Agrilus fortunatus  Lewis, 1893
- Agrilus friebi  Obenberger, 1922
- Agrilus fusciapex  Jendek, 2011
- Agrilus fusiformis  Jendek, 2011
- Agrilus ganglbaueri  Semenov, 1891
- Agrilus gaoligong  Jendek, 2000
- Agrilus gorgan Jendek et Nakládal, 2019 (Иран)[10]
- Agrilus graminis persicus Jendek et Nakládal, 2019 (Иран)[10]
- Agrilus grisator  Kerremans, 1893
- Agrilus gussakovskiji  Alexeev, 1981
- Agrilus han  Jendek, 2011
- Agrilus hani  Jendek, 2011
- Agrilus hattorii  Nakane, 1983
- Agrilus hmong  Jendek, 2011
- Agrilus holzschuhi  Jendek, 1994
- Agrilus huashanus  Jendek, 2001
- Agrilus hui  Jendek, 2011
- Agrilus hunanus  Jendek, 2009
- Agrilus imasakai  Tôyama, 1985
- Agrilus imitans  Lewis, 1893
- Agrilus improcerus  Jendek, 2011
- Agrilus inamoenus  Kerremans, 1892
- Agrilus ineptus  Kerremans, 1892
- Agrilus insulicola  Kerremans, 1912
- Agrilus iranopecirkai Jendek et Nakládal, 2019 (Иран)[10]
- Agrilus jaminae  Baudon, 1968
- Agrilus japanocarinatus  Ohmomo, 2002
- Agrilus jindrai  Jendek, 2011
- Agrilus kaluganus  Obenberger, 1940
- Agrilus kawarai  Kurosawa, 1963
- Agrilus komareki  Obenberger, 1926
- Agrilus kostali  Jendek, 2007
- Agrilus koyoi  Ohmomo, 2002
- Agrilus kucerai  Jendek, 2011
- Agrilus kurumi  Kurosawa, 1957
- Agrilus lacrima  Jendek, 2011
- Agrilus laetecyanescens  Obenberger, 1940
- Agrilus lahu  Jendek, 2011
- Agrilus laticornis  (Illiger, 1803)
- Agrilus latipalpis  Jendek, 2007
- Agrilus lei  Jendek, 2011
- Agrilus liscapia  Jendek, 2003
- Agrilus lisu  Jendek, 2011
- Agrilus lobatus  Jendek, 2011
- Agrilus loosdregti  Baudon, 1965
- Agrilus lubopetri  Jendek, 2000
- Agrilus lugu  Jendek, 2011
- Agrilus macrotatopus  Obenberger, 1930
- Agrilus mendax Mannerheim, 1837
- Agrilus muralis Jendek et Nakládal, 2019 (Китай: Beijing)[10]
- Agrilus mus Jendek et Nakládal, 2019 (Турция)[10]
- Agrilus paludicola Krogerus, 1922
- Agrilus ressli Jendek et Nakládal, 2019 (Иран)[10]
- Agrilus uzala Jendek et Nakládal, 2019 (Россия: Приморье)[10].
- Agrilus zhongdian  Jendek, 2009
- Agrilus zhuang  Jendek, 2011
- Agrilus zhui  Jendek, 2011

16: A. biguttatus 17: Agrilus guerini 18: Agrilus sinuatus 19: Agrilus subauratus 20: Agrilus viridis 21: Agrilus caeruleus 22: Agrilus roberti 23: Agrilus angustulus